# 安妮·艾諾
安妮·艾諾（法語：Annie Ernaux，1940年9月1日—），婚前姓迪谢纳（Duchesne），是一名法國作家和文學老师。她的文學作品大部分是自傳體，與社會學保持緊密關係。2022年，獲頒諾貝爾文學獎，以表彰她“勇敢、冷静而敏锐地揭露了个体记忆的起源、隔阂与集体压抑”。

## 早期生活和教育
艾諾於1940年9月1日出生於利勒博訥，並在伊沃托長大。她來自工人階級背景，但她的父母最後擁有一家咖啡雜貨店。她先後就讀於魯昂大學和波爾多大學，取得學校教師的資格，並於1971年獲得現代文學高級學位。她曾有一段時間從事關於皮耶·德·馬里沃的論文項目，但沒有完成。
1970年代初，她在博讷维尔的高中、旧阿讷西的埃維爾初中以及蓬圖瓦茲任教，之後加入國家遠程教育中心。

## 文學生涯
艾諾於1974年以自傳體小說《清空》（Les Armoires vides）開始其文學生涯。1984年，她的另一部自傳體作品《位置》（La Place）獲得勒諾多文學獎，這部自傳體敘事側重於她與父親的關係和她在法國一個小鎮上的成長經歷，以及她後來進入成人期並遠離父母原籍的過程。
她在職業生涯的早期放棄小說體裁，並專注於自傳體。她的作品結合歷史和個人經驗。她記錄了她父母的社會進步（La place、La honte），她的青少年時期（Ce qu'ils disent ou rien），她的婚姻（La femme gelée），她與一個東歐男人的激情戀情（Passion simple），她的墮胎（L'événement），老年癡呆症（« Je ne suis pas sortie de ma nuit »），她母親的死亡（Une femme），以及乳腺癌（L'usus de la photo）。艾諾還與弗雷德里克-伊夫·讓內一起撰寫《像刀子一樣鋒利的寫作》（L'écriture comme un couteau）一書。
《一個女人》（Une Femme）、《位置》和《簡單的激情》（Passion simple）被認定為《紐約時報》的名著，《一個女人》入圍洛杉磯時報圖書獎。《恥辱》（La Honte）被《出版者周刊》評為1998年最佳圖書，《我留在黑暗中》（« Je ne suis pas sortie de ma nuit »）被《華盛頓郵報》評為1999年最佳回憶錄，《嫉妒所未知的空白》（L'Occupation）被《更多》雜誌列為2008年十大圖書。
她在2008年出版的歷史回憶錄《悠悠岁月》（Les Années）受到法國評論界的好評，被許多人認為是她的鉅作。在這本書中，艾諾首次以第三人稱（elle）來寫自己，生動地展示二戰後至21世紀初的法國社會。這是一個關於一個女人和她所處的不斷發展的社會的動人的社會故事。《悠悠岁月》獲得2008年法蘭西學術院的弗朗索瓦·莫里亞克獎、2008年瑪格麗特·杜拉斯獎、2008年法語獎、2009年Télégramme讀者獎和2016年斯特雷加歐洲獎。由艾莉森·L·斯特拉爾（Alison L. Strayer）翻譯的《悠悠岁月》曾入圍第31屆法美基金會年度翻譯獎。2018年，她獲得海明威獎。
她因《悠悠岁月》一書獲得2019年布克國際獎提名。
2021年，改编其小说《記憶無非徹底看透的一切》的电影《正发生》夺得第78屆威尼斯影展金獅獎。
她的許多作品已被翻譯成英文，並由七層出版社出版。艾諾是七位創始作家之一，該出版社的名字就來源於此。

## 作品
- 《空衣橱》（Les Armoires vides, 1974）
- 《如他们所说的，或什么都不是》（Ce qu'ils disent ou rien, 1977）
- 《被冻住的女人》（La Femme gelée, 1981）
- 《位置》（La Place, 1983）
- 《一个女人》（Une Femme, 1987）
- 《简单的激情》（Passion simple, 1991）
- 《外部日记》（Journal du dehors, 1993）
- 《羞耻》（La Honte, 1997）
- 《我走不出我的黑夜》（« Je ne suis pas sortie de ma nuit », Paris, Gallimard, 1997）
- 《外面的生活》（La Vie extérieure : 1993-1999, 2000）
- 《事件》（L'Événement, 2000）
- 《迷失》（Se perdre, 2001）
- 《占据》（L'Occupation, 2002）
- 《相片之用》（L'Usage de la photo, 与马克·马力合著, 2005)
- 《悠悠岁月》（Les Années, 2008）
- 《另一个女孩》（L'Autre fille, 2011）
- 《黑色工坊》（L'Atelier noir, 2011）
- 《书写生活》（Écrire la vie, 2011）
- 《写作是一把刀》（L'Écriture comme un couteau, 2011）
- 《回到伊沃托》（Retour à Yvetot, 2013）
- 《看那些灯光，亲爱的》（Regarde les lumières mon amour, 2014）
- 《真正的归宿》（Le vrai lieu, 2014）
- 《一个女孩的记忆》（Mémoire de fille, 2016）
- 《卡萨诺瓦酒店》（Hôtel Casanova, 2020）
- 《年轻男人》（Le jeune homme, 2022）

## 延伸閱讀
- S. J. McIlvanney: Gendering mimesis. Realism and feminism in the works of Annie Ernaux and Claire Etcherelli. Graduate thesis, University of Oxford 1994 EThOS uk.bl.ethos.601153
- Sarah Elizabeth Cant: Self-referentiality and the works of Annie Ernaux, Patrick Modiano, and Daniel Pennac. Thesis, University of Oxford 2000  EThOS uk.bl.ethos.327374
- Georges Gaillard: Traumatisme, solitude et auto-engendrement. Annie Ernaux: "L’événement". Filigrane, écoutes psychothérapiques, 15, 1. Montréal, Spring 2006 ISSN 1192-1412 en ligne; ISSN 1911-4656 doi:10.7202/013530AR p. 67–86

## 外部連結
- Critical bibliography (Auteurs.contemporain.info)
- 安妮·埃尔诺在豆瓣上的资料（简体中文）